# Rolf Nieß
Rolf Nieß (* 3. Oktober 1938) war Fußballspieler in der DDR-Oberliga. In der höchsten Spielklasse des DDR-Fußball-Verbandes spielte er für den SC Turbine Erfurt und Motor Zwickau.
Nieß kam 1957 aus der Nachwuchsabteilung des SC Turbine Erfurt in die DDR-Oberliga. Dort bestritt er 18-jährig am 17. März 1957 sein erstes Punktspiel für die Erfurter. In der Begegnung des ersten Spieltages der Saison 1957 SC Turbine Erfurt – SC Motor Jena (1:1) versuchte es Trainer Rüger mit Nieß als Linksaußenstürmer, wechselte ihn aber in der zweiten Halbzeit wieder aus. Nach einem weiteren Kurzeinsatz am achten Spieltag wurde Nieß endgültig in die Reservemannschaft verbannt. 1958 startete Trainer Rüger zu Saisonbeginn einen neuen Versuch mit Nieß und ließ ihn wieder auf der linken Seite stürmen. Bis zum siebten Spieltag konnte sich Nieß ununterbrochen auf dieser Position behaupten, danach wurde er von Jochen Müller verdrängt und kam bis zum Saisonende nur noch sporadisch in vier weiteren Punktspielen zum Einsatz. In diesen elf Partien kam er zu zwei Torerfolgen.
In den Spielzeiten 1959 und 1960 spielte Nieß beim Oberligisten Motor Zwickau. Auch dort konnte er sich nicht in die Stammelf hineinspielen, 1959 kam er als Einwechselspieler am Saisonende nur zu drei Einsätzen. 1960 reichte es nur zu einem Oberligaspiel am 23. Spieltag als Linksaußen. Für Zwickau schoss Nieß keine Tore und verschwand ab 1961 aus dem höherklassigen Fußball.
In der Saison 1963/64, inzwischen spielte man im Sommer-Frühjahr-Rhythmus, stieg Nieß mit dem Bezirksligisten Chemie Riesa in die zweitklassige DDR-Liga auf. In der Liga-Saison 1964/65 wurde er mit elf Treffern Torschützenkönig der Riesaer, dies verhinderte aber nicht den sofortigen Wiederabstieg. Nieß verließ daraufhin Chemie Riesa und schloss sich wieder dem SC Turbine Erfurt an, der nach seinem Abstieg 1964 den Wiederaufstieg in die Oberliga geschafft hatte. Auch unter dem neuen Erfurter Trainer Helmut Nordhaus startete Nieß von Beginn an in seine fünfte Oberligasaison. Doch nach zwei Einsätzen als Stürmer auf der rechten Seite wurde er vom bisherigen Stammstürmer Hans Graupe abgelöst und kam nur noch am siebten und achten Spieltag zu zwei weiteren Einsätzen. Während der Saison 1966/67 gehörte Nieß zum Aufgebot der zweiten Mannschaft der Erfurter, die inzwischen als FC Rot-Weiß Erfurt antraten. Mit dem FC Rot-Weiß II spielte Nieß in der drittklassigen Bezirksliga, stieg aber auch mit dieser Mannschaft am Saisonende in die DDR-Liga auf. Er blieb auch 1967/68 im Kader der zweiten Mannschaft und wurde mit zwölf Treffern erneut bester Torjäger seiner Mannschaft.
1968/69 spielte der inzwischen 30-Jährige für den DDR-Ligisten Motor Eisenach, anschließend wechselte er zurück in die Bezirksliga zu Motor Sömmerda. Dort feierte er nach Abschluss der Spielzeit 1970/71 mit der inzwischen in Zentronik Sömmerda umbenannten Mannschaft seinen dritten DDR-Liga-Aufstieg. 1973 beendete Nieß seine Laufbahn als Leistungssportler.